# Massacre da estrada costeira
O massacre da estrada costeira ocorreu em 11 de março de 1978, quando militantes palestinos sequestraram um ônibus na Rodovia Costeira de Israel e assassinaram seus ocupantes; 38 civis israelenses, incluindo 13 crianças, foram mortos como resultado do ataque, enquanto outros 76 ficaram feridos. O ataque foi planejado pelo influente líder militante palestino Khalil al-Wazir (também conhecido como Abu Jihad) e executado pelo Fatah, um partido nacionalista palestino cofundado por al-Wazir e Yasser Arafat em 1959. O plano inicial dos militantes era tomar um hotel de luxo na cidade israelense de Tel Aviv e tomar turistas e embaixadores estrangeiros como reféns para trocá-los por prisioneiros palestinos sob custódia israelense.
De acordo com a revista Time, o momento tinha como objetivo principal minar as negociações de paz entre Israel e Egito entre Menachem Begin e Anwar Sadat e prejudicar o setor de turismo de Israel. No entanto, devido a um erro de navegação, os atacantes acabaram 64 quilômetros (40 milhas) ao norte de seu alvo e foram forçados a encontrar um método alternativo de transporte para seu destino.
A Time o caracterizou como "o pior ataque terrorista da história de Israel". A Fatah apelidou o sequestro de "Operação do Mártir Kamal Adwan" em homenagem ao chefe de operações da Organização para a Libertação da Palestina (OLP), que foi morto durante o ataque do comando israelense ao Líbano em abril de 1973. Em resposta ao massacre, Israel lançou a Operação Litani contra as bases da OLP no sul do Líbano três dias depois.

## Contexto e perpetradores
A OLP assumiu a responsabilidade pelo ataque, que foi planejado pelo influente líder do Fatah, Abu Jihad. O objetivo do ataque era interromper as negociações de paz entre Israel e Egito em andamento. Yasser Arafat e Abu Jihad temiam que uma trégua entre Israel e Egito fosse prejudicial à sua causa. A operação foi considerada de tal importância que Abu Jihad, junto com seu comandante de operações para o Líbano, Azmi Zair, informou pessoalmente os participantes.
Israel recebeu informações sobre o ataque planejado de uma fonte do Shin Bet com o codinome Housemaid, que se encontrou com o oficial de inteligência militar israelense Amos Gilad em um esconderijo em Jerusalém e o informou sobre os planos. A informação foi confirmada por grampos nos escritórios da OLP em Chipre. A inteligência israelense localizou a base do esquadrão da OLP na praia de Damour, aprendeu os nomes dos atacantes e descobriu que o objetivo por trás do ataque planejado era interromper as negociações de paz com o Egito. Em 5 de março de 1978, Israel lançou uma operação militar para impedir o ataque planejado. Os comandos navais do Shayetet 13 invadiram a base da OLP em Damour para exterminar o esquadrão, mas mataram apenas todos em um prédio, enquanto aqueles em um prédio próximo, que não saíram nem abriram fogo, sobreviveram ao ataque.
Após a inteligência ter sido recebida da Housemaid de que nem todo o esquadrão da OLP havia sido morto, Gilad exigiu que os comandos fossem enviados novamente para acabar com os guerrilheiros restantes, argumentando que, como Abu Jihad agora sabia que Israel estava ciente de seus planos, ele seria estimulado a lançar o ataque mais cedo, mas o Ministro da Defesa Ezer Weizman, não querendo que as manchetes de um ataque israelense ao Líbano lançassem uma sombra sobre sua próxima visita ao Pentágono, recusou-se a autorizar outra missão desse tipo. Os guerrilheiros sobreviventes prosseguiram para realizar o ataque.

## Ataque
Em 9 de março de 1978, 13 fedayin palestinos, incluindo Dalal Mughrabi, uma mulher de 18 anos, deixaram o Líbano em um barco com destino à costa israelense. Eles estavam equipados com rifles Kalashnikov, granadas propelidas por foguete, morteiros leves e explosivos de alto calibre. Em 11 de março, eles foram transferidos para dois barcos Zodiac e seguiram em direção à costa. Um dos Zodiacs virou devido ao mau tempo, e dois dos militantes se afogaram, mas os 11 sobreviventes continuaram com sua missão.

### Desembarque
Os onze sobreviventes desembarcaram em uma praia perto do kibutz Ma'agan Michael, ao norte de Tel Aviv. Devido ao tempo tempestuoso, eles perderam o rumo e acreditaram que haviam desembarcado em Chipre. Eles conheceram a fotógrafa americana Gail Rubin, que estava tirando fotos da natureza na praia e perguntou onde eles estavam, e ficaram aliviados quando ela disse que eles estavam em Israel. Então eles a mataram. Ambos os atacantes sobreviventes disseram que Mughrabi atirou em Rubin, que era sobrinha do senador dos Estados Unidos Abraham A. Ribicoff.

### Sequestro do ônibus

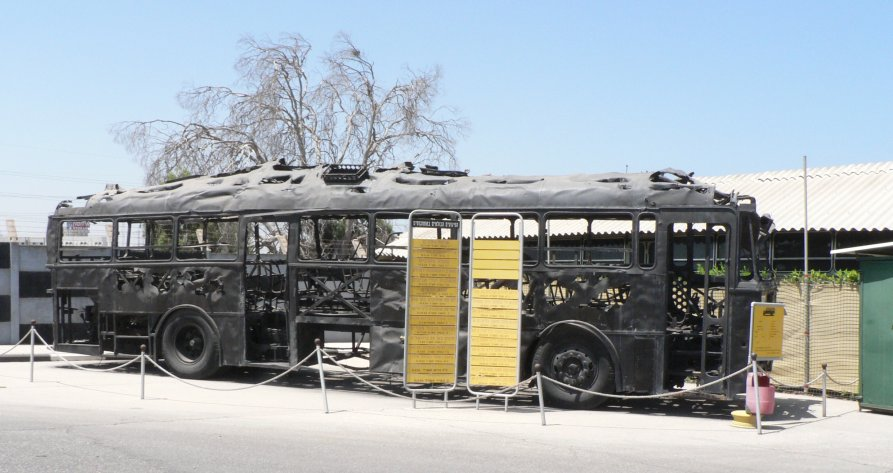
Restos do ônibus sequestrado em exposição

Os militantes então caminharam menos de uma milha até a rodovia de quatro pistas, abriram fogo contra carros que passavam e sequestraram um táxi Mercedes branco, matando seus ocupantes. Partindo pela rodovia em direção a Tel Aviv, eles sequestraram um ônibus fretado que transportava motoristas de ônibus da Egged e suas famílias em um passeio de um dia, ao longo da Rodovia Costeira. Embora Abu Jihad tivesse ordenado que tomassem um hotel, os militantes improvisaram e mudaram a natureza de seu ataque devido às dezenas de reféns em suas mãos. Os militantes dirigiram pela rodovia costeira, atirando e jogando granadas em carros que passavam. Eles também atiraram nos passageiros e jogaram pelo menos um corpo para fora do ônibus. Em um ponto, eles tomaram o ônibus 901, viajando de Tel Aviv para Haifa, tomando seus passageiros como reféns também, e forçaram os passageiros do primeiro ônibus a embarcar nele.
Em um ponto, o ônibus parou, e um dos criminosos saiu e atirou diretamente em um carro que passava, matando um adolescente, Imri Tel-Oren, e ferindo seu pai Hanoch. Sharon Tel-Oren, mãe de Imri, testemunhou: "Estávamos em nossa perua, dirigindo pela rodovia costeira. Vimos algo estranho à frente – um ônibus, mas parecia estar parado. Então vimos alguém caído na estrada. Havia vidro quebrado por todo lado, crianças gritando. Então ouvimos os tiros. Imri estava dormindo no banco de trás. A bala atravessou o banco da frente e atingiu sua cabeça, matando-o instantaneamente. Meu marido levou um tiro no braço e perdeu o movimento dos dedos."
A polícia foi alertada sobre o ataque; seus carros alcançaram o ônibus e o seguiram. Embora os militantes tenham atirado nos carros da polícia que os perseguiam, os policiais não revidaram, temendo que atingissem os civis dentro do ônibus. A polícia rapidamente montou um bloqueio na estrada, mas os militantes forçaram o ônibus a passar por ele e continuaram sua jornada. De acordo com Khaled Abu Asba, um dos dois atacantes sobreviventes, a polícia montou vários bloqueios na estrada e houve troca de tiros em todos os cruzamentos.

### Impasse no cruzamento de Glilot
O ônibus foi finalmente parado por um grande bloqueio policial montado no cruzamento de Glilot perto de Herzliya, que incluía pregos plantados na estrada para furar os pneus do ônibus. Devido à velocidade com que o ataque estava acontecendo, os esquadrões antiterrorismo israelenses não conseguiram se mobilizar rápido o suficiente, e o bloqueio foi feito por patrulheiros comuns e policiais de trânsito, que estavam levemente armados em comparação aos militantes e não treinados para lidar com situações de reféns. Um tiroteio irrompeu, e a polícia quebrou as janelas do ônibus e gritou para os passageiros pularem.
Passageiros em fuga foram baleados por um dos militantes. De acordo com a polícia israelense, Assaf Hefetz, então chefe da unidade antiterrorismo da Polícia Israelense, chegou ao local antes de sua unidade e invadiu o ônibus, matando dois militantes. Hefetz sofreu uma lesão no ombro durante a batalha e mais tarde recebeu a Medalha de Coragem da Polícia Israelense.
A batalha atingiu seu clímax quando o ônibus explodiu e pegou fogo. Alguns dos militantes e reféns escaparam, mas a maioria morreu no incêndio. A explosão pode ter sido provocada por um tanque de combustível em chamas ou por granadas. Os palestinos alegaram que os israelenses destruíram o ônibus com fogo de helicópteros de combate. O jornalista israelense Ronen Bergman, em seu livro Rise and Kill First, que foi baseado em entrevistas com veteranos da inteligência israelense, afirmou que a explosão foi devido a uma explosão de granada que ocorreu como resultado de uma briga entre militantes e o refém Avraham Shamir. De acordo com Bergman, durante o tiroteio, Shamir viu um dos militantes apoiando a mão que segurava sua pistola na cabeça de sua filha, após o que ele avançou contra ele, agarrou a arma e atirou em um militante parado na frente do ônibus, depois disparou três tiros em outro militante. Outro refém avisou Shamir sobre um militante apontando sua arma para ele por trás, após o que Shamir se virou e ambos atiraram, ferindo um ao outro. Shamir então viu o militante de quem ele havia apreendido a arma caído ferido no chão segurando uma granada com o pino de segurança puxado para fora. Depois que ele a deixou cair no chão, Shamir tentou usar o corpo do militante para amenizar os efeitos da explosão. A explosão da granada matou o militante e cinco reféns, feriu gravemente Shamir e incendiou o ônibus.

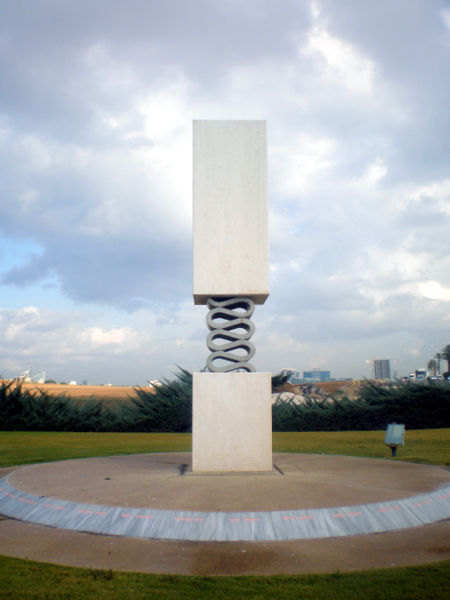
Memorial perto do cruzamento de Glilot na rodovia costeira

Um total de 38 civis foram mortos no ataque, incluindo 13 crianças, enquanto outros 71 ficaram feridos. Dos 11 perpetradores, 9 foram mortos.

## Motivos
Um motivo para o ataque da OLP foi descarrilar as negociações de paz entre Egito e Israel. Em outubro de 1976, Egito, OLP e Síria estavam novamente em contato um com o outro, embora temporariamente, sob os auspícios sauditas, na conferência de Riad naquele ano. Em 1977 "...os Estados Unidos pareciam ansiosos para coordenar a aprovação árabe de uma conferência de paz em Genebra, bem como a presença de palestinos lá, e mais importante, a cooperação da União Soviética." Tanto os egípcios quanto os israelenses se opunham à possibilidade de um acordo político que teria o efeito de unir os árabes com os palestinos ou as duas superpotências contra Israel. "Não menos do que os israelenses, portanto, Sadat se opôs à declaração conjunta EUA-URSS de 1º de outubro de 1977. A declaração não apenas colocou a questão palestina em pé de igualdade com o retorno do território egípcio, como quase significou uma vitória clara para o pan-arabismo sírio."
A declaração conjunta EUA-URSS declarou que a solução do conflito árabe-israelense seria baseada em: "uma retirada israelense dos 'territórios ocupados' em 1967; a resolução da questão palestina, incluindo a garantia dos 'direitos legítimos' do povo palestino; o término do estado de guerra; e o estabelecimento de relações pacíficas normais com base no reconhecimento mútuo da soberania, integridade territorial e independência política." No final das contas, a América optou por um Tratado de Paz Egito-Israel quando Anwar Sadat fez uma visita a Jerusalém em novembro de 1977. Nesse tratado "o primeiro item descartado foi a questão da Palestina, conforme ela havia evoluído através das Nações Unidas; depois disso, a declaração EUA-URSS e concordou com a representação palestina em Genebra conferência, também foram abandonadas". A principal preocupação de Anwar Sadat era que o território do Sinai fosse devolvido ao Egito por Israel.

## Reações oficiais

### Partes envolvidas
Israel
- O primeiro-ministro israelense Menachem Begin declarou em uma entrevista coletiva que Israel "não esquecerá a carnificina" e acrescentou que "não havia necessidade desse ultraje para entender que um estado palestino seria um perigo mortal para nossa nação e nosso povo."[18]

 OLP
- O oficial da OLP declarou que "a operação decorre da firme crença do Fatah na necessidade de continuar a luta armada contra o inimigo sionista dentro da terra ocupada."[19]

### Internacional
- Egito: o presidente egípcio Anwar Sadat condenou o ataque como "uma ação irresponsável" e apelou indiretamente a Israel para não revidar.[20]

- Estados Unidos: o presidente dos EUA Jimmy Carter divulgou uma declaração dizendo que o ataque foi "um ato ultrajante de ilegalidade e brutalidade sem sentido. Atos criminosos como este não promovem nenhuma causa ou crença política. Eles inspiram apenas repulsa pela falta de respeito pela vida humana inocente."[19]

## Consequências

### Julgamento
Os dois perpetradores sobreviventes, Khaled Abu Asba e Hussein Fayyad, foram presos e julgados em um tribunal militar israelense em Lod. Eles foram acusados de 10 acusações de atirar em pessoas, duas acusações de colocar e detonar explosivos e uma acusação de filiação a uma organização hostil. O julgamento deles começou em 9 de agosto de 1979. O julgamento foi presidido pelo Juiz Coronel Aharon Kolperin. O promotor-chefe foi Amnon Straschnov, enquanto Abu Asba e Fayyad foram representados pela advogada de defesa Leah Tsemel. Em 23 de outubro de 1979, eles foram condenados por todas as 13 acusações. Eles foram sentenciados à prisão perpétua e passaram sete anos na prisão antes de serem libertados no Acordo Jibril de 1985.

### Resposta israelense
Em uma declaração à imprensa no dia seguinte, o primeiro-ministro israelense Menachem Begin declarou: "Eles vieram aqui para matar judeus. Eles pretendiam fazer reféns e ameaçaram, como dizia o folheto que deixaram, matar todos eles se não nos rendessemos às suas exigências... Não esqueceremos. E só posso pedir a outras nações que não se esqueçam daquela atrocidade nazista que foi perpetrada contra nosso povo ontem."
Falando ao Knesset em 13 de março, Begin disse: "Já se foram para sempre os dias em que o sangue judeu podia ser derramado impunemente. Que fique claro: aqueles que derramaram sangue inocente não ficarão impunes. Defenderemos nossos cidadãos, nossas mulheres, nossos filhos. Cortaremos o braço da iniquidade."
Em 15 de março, três dias após o massacre, Israel lançou a Operação Litani contra as bases da OLP no sul do Líbano. O porta-voz das IDF declarou: "O objetivo da operação não é retaliação pelos crimes dos terroristas, pois não pode haver retaliação pelo assassinato de homens, mulheres e crianças inocentes - mas proteger o estado de Israel e seus cidadãos de incursões de membros do Fatah e da OLP, que usam o território libanês para atacar cidadãos de Israel." Augustus Richard Norton, professor de relações internacionais na Universidade de Boston, disse que a Operação Litani resultou em aproximadamente 1.100 pessoas mortas, a maioria delas civis palestinos e libaneses.

### Glorificação palestina de sequestradores
Palestinian Media Watch, uma ONG israelense que monitora o antissemitismo e o apoio ao terrorismo na sociedade palestina, citou exemplos de mídia palestina que retrata Dalal Mughrabi como uma heroína e modelo. Uma escola para meninas em Hebron foi brevemente nomeada em homenagem a Mughrabi, mas o nome foi alterado depois que surgiu que a USAID estava financiando a escola. Seu nome também foi dado a acampamentos de verão e cursos policiais e militares. Em fevereiro de 2011, o Palestinian Media Watch expôs uma campanha de mídia feminista pan-árabe promovendo Mughrabi como um modelo para as mulheres no mundo árabe.
Durante a troca de prisioneiros entre Israel e Hezbollah em 2008, Israel pretendia transferir seu corpo para o Hezbollah, no entanto, testes de DNA mostraram que seu corpo não estava entre os cadáveres exumados.
Vários locais sob controle da Autoridade Palestina foram nomeados em homenagem a Mughrabi.
O Palestinian Media Watch relatou que, em janeiro de 2012, a televisão oficial da Autoridade Palestina, que está sob o controle do presidente da AP, Mahmoud Abbas, retransmitiu um videoclipe glorificando o ataque. As palavras do clipe incluíam: "Nós [esquadrão da OLP] partimos em patrulha do Líbano; sem medo da morte ou da escuridão da prisão. Na costa [Dalal] o sangue de Mughrabi foi derramado, a cor do coral [vermelho] em flores de limão [brancas]."
Em 2011, um acampamento de verão "que ocorreu sob os auspícios do primeiro-ministro Salam Fayyad" dividiu as crianças em três grupos com nomes de militantes, e um grupo recebeu o nome de Mughrabi.